# Botryandromyces
Botryandromyces — рід грибів родини Laboulbeniaceae. Назва вперше опублікована 1976 року.

## Класифікація
До роду Botryandromyces відносять 4 види:
- Botryandromyces heteroceratis
- Botryandromyces heteroceratis
- Botryandromyces heteroceri
- Botryandromyces ornatus